# Перово (платформа, Казанское направление МЖД)
Перо́во — остановочный пункт Казанского и Рязанского направлений Московской железной дороги на востоке Москвы. Входит в Московско-Горьковский центр организации работы железнодорожных станций Московской дирекции управления движением.

## История
Остановочный пункт под названием Перово появился в 1862 году, был назван по одноимённой деревне, позже ставшей городом, который в 1960 году вошёл в состав Москвы. Современный вид (турникетные павильоны, окраска, платформы) остановочный пункт приобрела после реконструкции в 2005—2006 годах. 17 сентября 2020 года переименован в «Чухлинку». Позднее название остановки было изменено и в информаторах электропоездов. Станция же, к которой относится остановочный пункт, сохранила своё прежнее наименование. В июне 2021 года платформе было возвращено прежнее название.

## Расположение

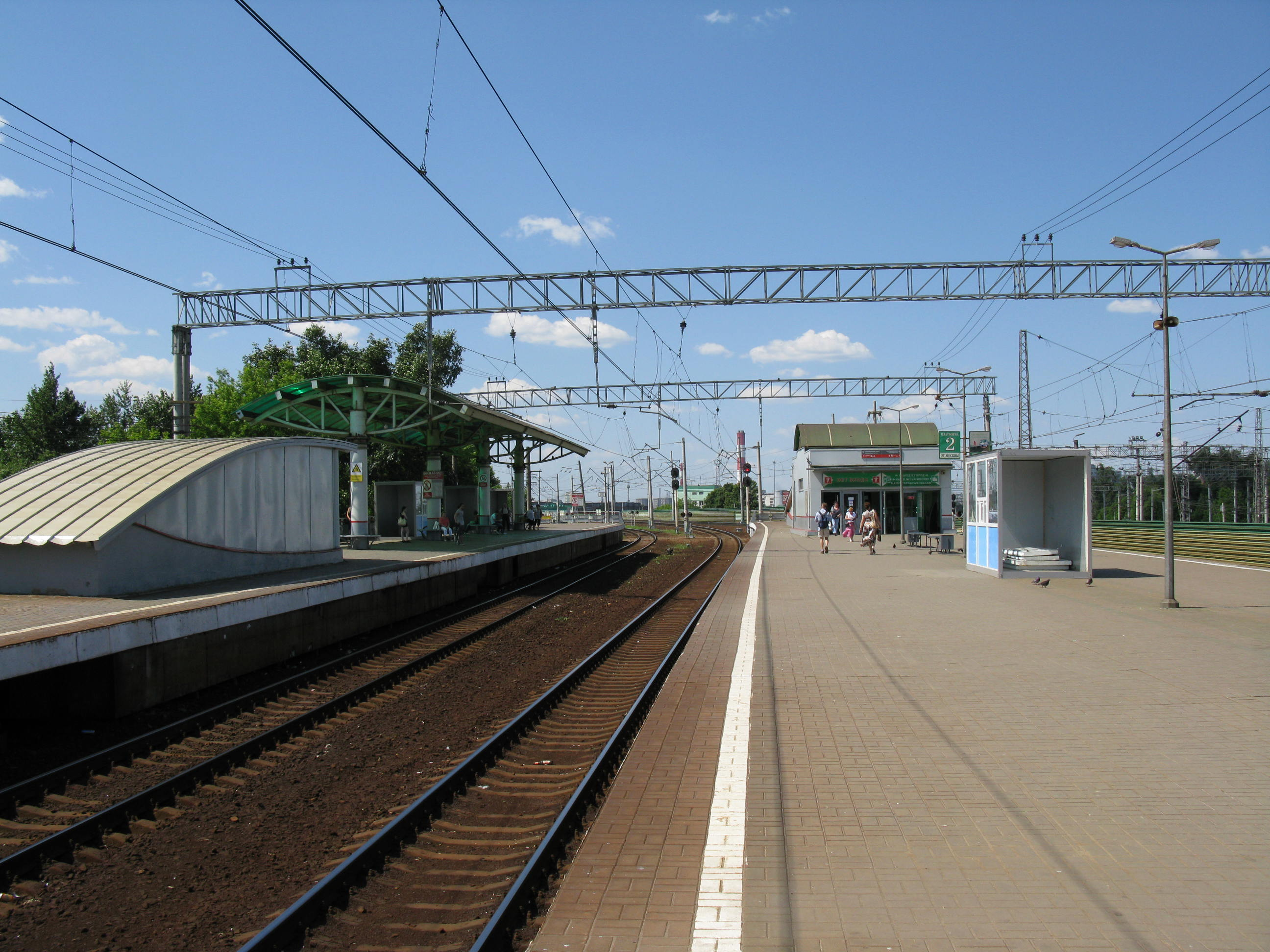
Вид с платформы в сторону Казанского вокзала

Остановочный пункт расположен вдоль Карачаровского шоссе (с юго-западной стороны) и Кусковской улицы (с северо-восточной стороны), недалеко от путепровода над Горьковским направлением. Возможна пешеходная пересадка на платформу Чухлинка Горьковского направления, находящуюся в 200 метрах на юг. Остановочный пункт располагается на насыпи. Время движения от Казанского вокзала составляет 14—17 минут. Платформы оборудованы турникетами. Относится ко второй тарифной зоне. Является остановочным пунктом для большинства электропоездов.
Включает 2 платформы — боковая (со стороны Карачаровского шоссе, обслуживает 2-й путь) и островная (1-й и 4-й пути). К обеим платформам ведут подземные переходы. Турникетный павильон для боковой платформы находится на Карачаровском шоссе (расположен неудобно, так как негде укрыться в ненастную погоду), для островной — непосредственно на платформе, в северном её конце. Переход от островной платформы проходит под всеми путями станции, имеет выходы к Кусковскому тупику и на Карачаровское шоссе. Полупрозрачные навесы на платформах имеют дизайн, также типовой для реконструированных в начале XXI века платформ.

## Наземный общественный транспорт
На этой станции можно пересесть на следующие маршруты городского пассажирского транспорта:
- Автобусы: 83, 131, 254, 314, 469, 617, 619, с676, 787, 842, т77